# Bataille de B-R5RB
Notes
Forces totales impliquées : 7,548 participants. 
Dégâts estimés à une valeure approximative de : 300,000 $ - 330,000 USD.

La bataille de B-R5RB ou le bain de sang de B-R5RB est une bataille virtuelle à grande échelle menée dans le jeu spatial MMORPG Eve Online en janvier 2014 (YC 116 dans le jeu), probablement la plus grande bataille joueur contre joueur de l'histoire du jeu à l'époque.
Le conflit de 21 heures a opposé la Coalition Clusterfuck et les alliances russes (CFC/Rus) à la Coalition N3 et à l'alliance Pandemic Legion (N3/PL), et a impliqué au total plus de 7 548 personnages joueurs, avec un maximum de 2 670 joueurs en simultané dans le système B-R5RB. Le coût des pertes dans le jeu s'élevait à plus de 11 000 milliards de crédits interstellaires (ISK), soit une valeur théorique estimée entre 300 000 et 330 000 dollars américains (équivalent à entre 
320 258 et 
352 284 dollars américains en 2016), d'après la valeur marchande contemporaine du PLEX un objet achetable avec de la monnaie réelle qui peut être échangé soit contre du temps d'abonnement, soit contre de la monnaie du jeu,,. 
Faisant partie d'un conflit plus vaste connu sous le nom de guerre d'Halloween, le combat a commencé après qu'un seul joueur contrôlant une station spatiale dans le système stellaire B-R5RB (contrôlé par N3/PL) a accidentellement oublié d'effectuer un paiement de maintenance de routine programmé dans le jeu, ce qui a rendu le système stellaire ouvert à la capture. Étant une zone de préparation clé utilisée par N3/PL pendant la guerre, les coalitions CFC et russes ont commencé à déverser des joueurs dans le système lors d'une offensive rapide, N3/PL a déplacé une grande flotte de joueurs en guise de réponse. Une bataille massive a éclaté dans le système, et de nombreux engagements plus petits ont eu lieu dans tout l'univers du jeu avec certains joueurs qui tentaient d'empêcher les renforts de rejoindre la bataille. Le CFC/Rus a remporté une victoire nette en capturant le B-R5RB, infligeant de lourdes pertes au N3/PL. Les pertes ont totalisé 576 navires capitaux, dont 75 Titans (les plus gros navires disponibles pour les joueurs), ainsi que des milliers de navires plus petits.
Pour commémorer l'ampleur et le coût de la bataille, les créateurs du jeu, CCP Games, ont érigé un monument permanent dans le système B-R5RB nommé « The Titanomachy », composé d'épaves de vaisseaux capitaux non récupérables,.